# Gabriele Spindler

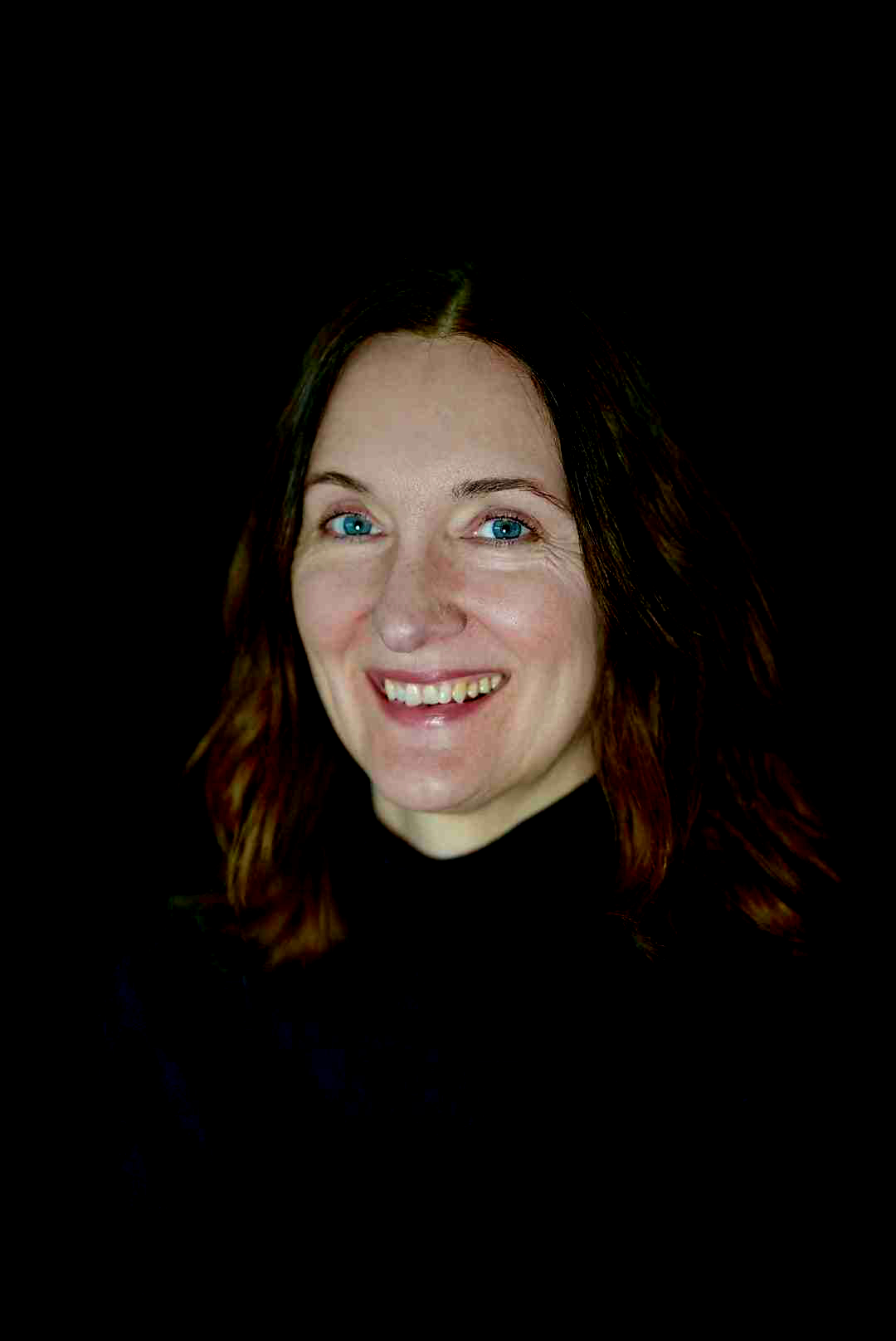
Gabriele Spindler, 2024

Gabriele Spindler (* 1972 in Ried im Innkreis) ist eine österreichische Kunsthistorikerin und Leiterin der Abteilung Kunst- und Kulturwissenschaften in der OÖ Landes-Kultur GmbH in Linz.

## Werdegang
Gabriele Spindler wuchs in Oberösterreich auf und studierte Kunstgeschichte und Italienisch an der Universität Salzburg sowie Französisch an der Universität Wien. Ihre Diplomarbeit verfasste sie zum Thema „Zur Affinität von Interieur und Mode. Eine analysierende Gegenüberstellung theoretischer und praktischer Konzepte von Adolf Loos und der Wiener Werkstätte“. Wissenschaftliche Praktika absolvierte sie in der Peggy Guggenheim Collection Venedig (1995) und am Centre Georges Pompidou in Paris.
Von 1995 bis 1999 war Spindler Referentin für Öffentlichkeitsarbeit an der Österreichischen Galerie Belvedere in Wien. 2000 wechselte sie an die Landesgalerie Linz, wo sie bis 2012 als Sammlungsleiterin und Kuratorin für moderne und zeitgenössische Kunst tätig war. Als Gastkuratorin ging sie 2006 für ein halbes Jahr ans Künstlerhaus Bethanien in Berlin. 2009 und 2010 war sie gemeinsam mit Andreas Strohhammer Kuratorin für die Kunstankäufe der Stadt Linz. 2011 veröffentlichte sie gemeinsam mit Andreas Strohhammer eine Monografie mit Werkverzeichnis der Gemälde des österreichischen Künstlers Franz Sedlacek (1891–1945).
Im Jahr 2012 übernahm sie die Leitung der Landesgalerie Linz am Oberösterreichischen Landesmuseum, welche sie bis März 2020 innehatte. In dieser Zeit realisierte sie Projekte, Ausstellungen und Publikationen zur Kunst des 20. und 21. Jahrhunderts mit Schwerpunkt Österreichische Zwischenkriegszeit, Fotografie und Gegenwartskunst. Im Rahmen einer Neuorganisation der Oberösterreichischen Landesmuseen war Spindler von April 2020 bis Dezember 2021 weiterhin Leiterin der Landesgalerie und Kuratorin für zeitgenössische Kunst. Seit Jänner 2022 leitet sie die Abteilung Kunst- und Kulturwissenschaften und sie ist Kuratorin für zeitgenössische Kunst in der OÖ. Landes-Kultur GmbH.
Im Jänner 2023 wurde Spindler in Zusammenarbeit mit der Künstlerin Anna Jermolaewa zur Kuratorin des Österreich-Pavillons der Biennale Venedig 2024 ernannt.

## Publikationen
Monografie
- mit Andreas Strohhammer: Franz Sedlacek 1891–1945. Monografie mit Verzeichnis der Gemälde. Mit einem Beitrag von Elisabeth Hintner. Hrsg.: Im Kinsky Kunst Auktionen. Brandstätter, Wien 2011, ISBN 978-3-85252-237-1.

Beiträge
- Otto Mauer und Günter Rombold – zwei leidenschaftliche Sammler, Johanna Schwanberg und Gabriele Spindler im Gespräch. In: Sabine Sobotka, Gabriele Spindler (Hrsg.), „Auf Kunst verzichten,  heißt sprachlos werden.“ Die Sammlung Günter Rombold, Landesgalerie Linz, Oberösterreichisches Landesmuseum, Linz 2020, ISBN 978-3-902414-62-5
- Haltung und Symbol – Feministisch-religiöse Perspektiven im Werk von Valie Export. In: Frauen*Rollen*Bilder. Feministische Positionen. kunst und kirche. Magazin für Kritik, Ästhetik und Religion, 02/2021, S. 14–21.

Herausgeberschaft von Ausstellungskatalogen
- Youth, girls: Luo Yang, selected works. Herausgeber: Alfred Weidinger für die OÖ Landes-Kultur GmbH, Texte: Ulrike Matzer, Gabriele Spindler
- mit Bettina Steinbrügger: VI X VI - Positionen zur Zukunft der Fotografie. Anlässlich der Ausstellung „VI x VI – Positionen zur Zukunft der Fotografie“ 2016, ISBN 978-3-85474-311-8.
- mit Monika Oberchristl: Alfred Kubin und seine Sammlung. Anlässlich der Ausstellung „Alfred Kubin und seine Sammlung“ 2015 in der Landesgalerie Linz; Kunstforum Ostdeutsche Galerie Regensburg 2016, ISBN 978-3-85474-313-2
- „Geistesfrische“ – Alfred Kubin und die Sammlung Prinzhorn. Anlässlich der Ausstellung vom 23. Mai bis 1. September 2013 in der Landesgalerie Linz, Autoren: Peter Assmann, Bettina Brand-Claussen, Thomas Röske, Bibliothek der Provinz, Weitra 2013, ISBN 978-3-85474-287-6.
- Aus der Sammlung Riedl: Skulpturen und Plastiken. Hrsg.: Landesgalerie am Oberösterreichischen Landesmuseum. Katalogredaktion: Gabriele Spindler, ISBN 978-3-85252-246-3.
- Karina Nimmerfall – Power play. Publikation anlässlich der Ausstellung in der Landesgalerie Linz 2007, ISBN 978-3-902414-33-5.
- Scheitern. Katalog anlässlich der Ausstellung „scheitern“ in der Landesgalerie Linz 2007, ISBN 978-3-85474-170-1.
- Silvia Eiblmayr, Robert Pfaller, Claus Philipp, Anna Tolstova: Anna Jermolaewa. Number two. Hrsg.: Alfred Weidinger, Gabriele Spindler, Oberösterreichische Landesmuseen, OÖ Landes-Kultur GmbH, Linz 2022, ISBN 978-3-85474-392-7.
- Waltrud Viehböck. Faszination Metall. Waltrud Viehböck. Fascination of metal. deutsch/englisch, Ausstellungskatalog Schlossmuseum Linz und Kaiservilla Bad Ischl, Hrsg.: Alfred Weidinger, Gabriele Spindler, Oberösterreichische Landesmuseen, OÖ Landes-Kultur GmbH, Bibliothek der Provinz, Linz 2022, ISBN 978-3-99126-096-7.